# Andrés Bello

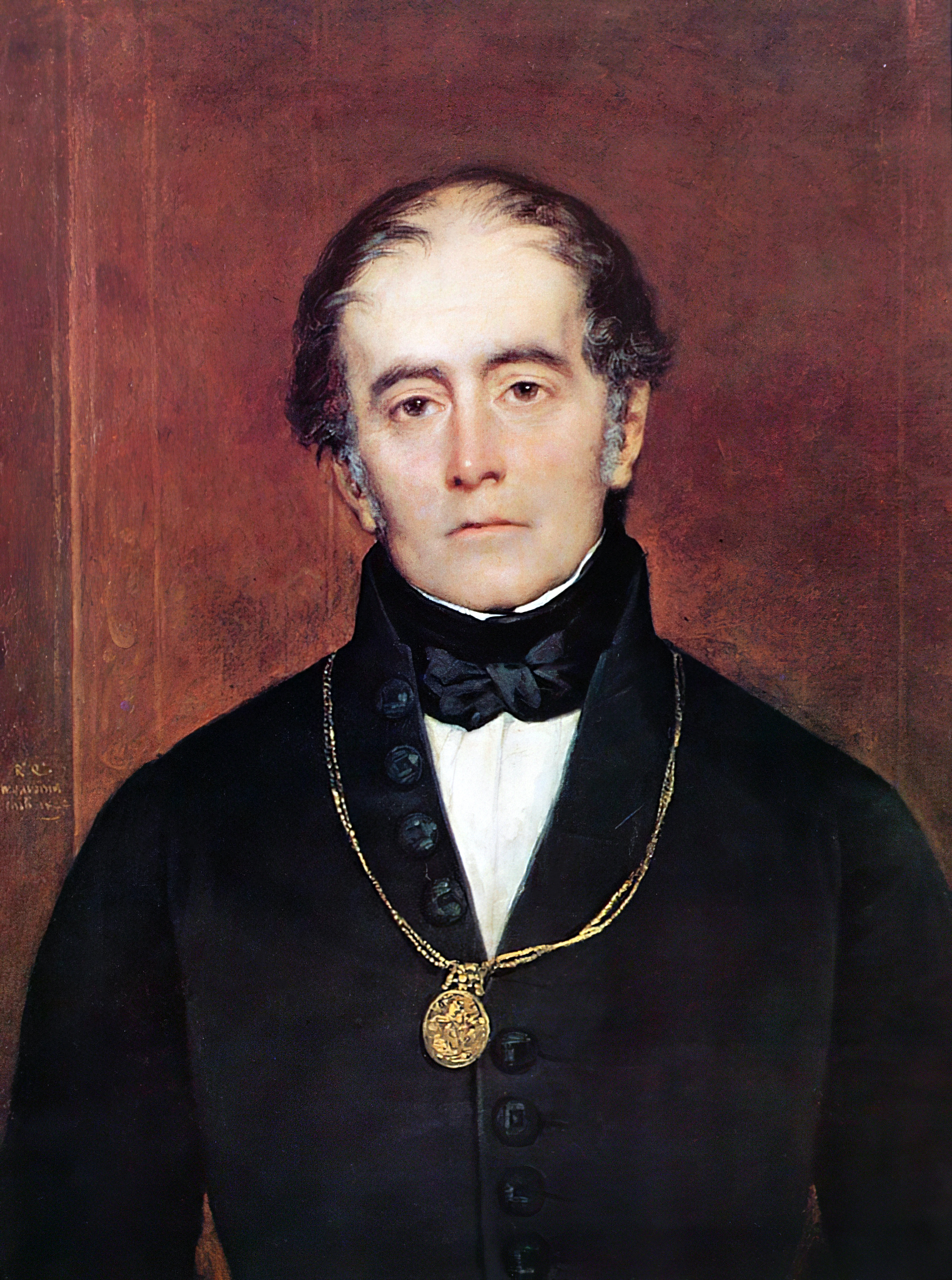
Andrés Bello

Andrés Bello (* 29. November 1781 in Caracas, Venezuela; † 15. Oktober 1865 in Santiago, Chile) war ein venezolanisch-chilenischer Diplomat, Rechtswissenschaftler, Philosoph, Philologe, Übersetzer und Dichter. Er gründete die chilenische Nationaluniversität, deren erster Rektor er war, und schuf das Chilenische Zivilgesetzbuch von 1855, eine der frühesten und bis heute wegweisenden Kodifikationen Lateinamerikas.

## Leben und Wirken
Andrés Bello war der erste Sohn des Anwalts Don Bartolomé Bello und der Ana Antonia López, deren Eltern von Bewohnern der Kanarischen Inseln abstammten. Er wuchs in Caracas im Generalkapitanat Venezuela auf, das zum damaligen spanischen Vizekönigreich Neugranada gehörte, und war als Kind ein eifriger Besucher der nahe seinem Elternhaus gelegenen Bibliotheken. An der Universität Caracas erlangte er mit hervorragenden Noten den Abschluss eines Baccalaureus Artis und machte sich anschließend als Hauslehrer bei den Familien der Oberschicht von Caracas einen Namen. Für kurze Zeit war er auch Lehrer von Simón Bolívar. 1800 begleitete er Alexander von Humboldt, dessen Werke er später ins Spanische übersetzte, auf einem Teil seiner Südamerikareise. Sein 1800 begonnenes Studium der Rechte und der Medizin brach er zugunsten einer Beamtenlaufbahn ab, betätigte sich aber schon bald hauptsächlich als Intellektueller, Publizist und Dichter. Bekannt wurde er neben seinen Gedichten durch Übersetzungen von Teilen der Aeneis und von Voltaires Tragödie Zulime. 1808 übernahm er die Leitung der ersten gedruckten Zeitung Venezuelas, der Gaceta de Caracas, und wurde zur einflussreichsten Gestalt der venezolanischen Literatur während der Unabhängigkeitskriege und der Zeit danach.
Während der Unabhängigkeitskriege in Venezuela seit 1810 ging Bello im Auftrag der venezolanischen Patrioten nach England und war bis 1813 als diplomatischer Repräsentant Venezuelas in London tätig, wo er sich bis 1829 ständig aufhielt. Hier traf er Francisco de Miranda und wurde ein häufiger Besucher des Britischen Museums. Er übernahm auch diplomatische Aufgaben für Chile und Großkolumbien. 1822 erhielt er eine Anstellung als Legationsrat der chilenischen Auslandsvertretung. 1824 heiratete er in zweiter Ehe die aus London stammende Elizabeth (Isabel) Antonia Dunn (1803–1873), mit der er zwischen 1825 und 1845 zwölf Kinder bekam.
Als Mitbegründer der Gesellschaft für Amerikanische Dichtung arbeitete er maßgeblich an wichtigen philologischen und literarischen Zeitschriften (etwa El Censor Americano oder La Biblioteca Americana) mit und war Herausgeber der Zeitschrift El Repertorio Americano. Sein bekanntestes Gedicht Silva stammt aus dem Jahre 1826.
Anfang 1829 verließ er England gemeinsam mit seiner Frau und siedelte sich in Chile an, dessen Staatsbürgerschaft er ehrenhalber erhalten hatte. 1830 wurde er Rektor eines Hochschulkollegs in Santiago de Chile und gründete die Zeitschrift El Araucano. Mehrfach übte er zusätzlich verschiedene Regierungsämter in Chile aus. 1842 gründete er die Universidad de Chile, deren Rektor er bis zu seinem Tod blieb. 1851 wurde er zum Ehrenmitglied der Real Academia Española ernannt.

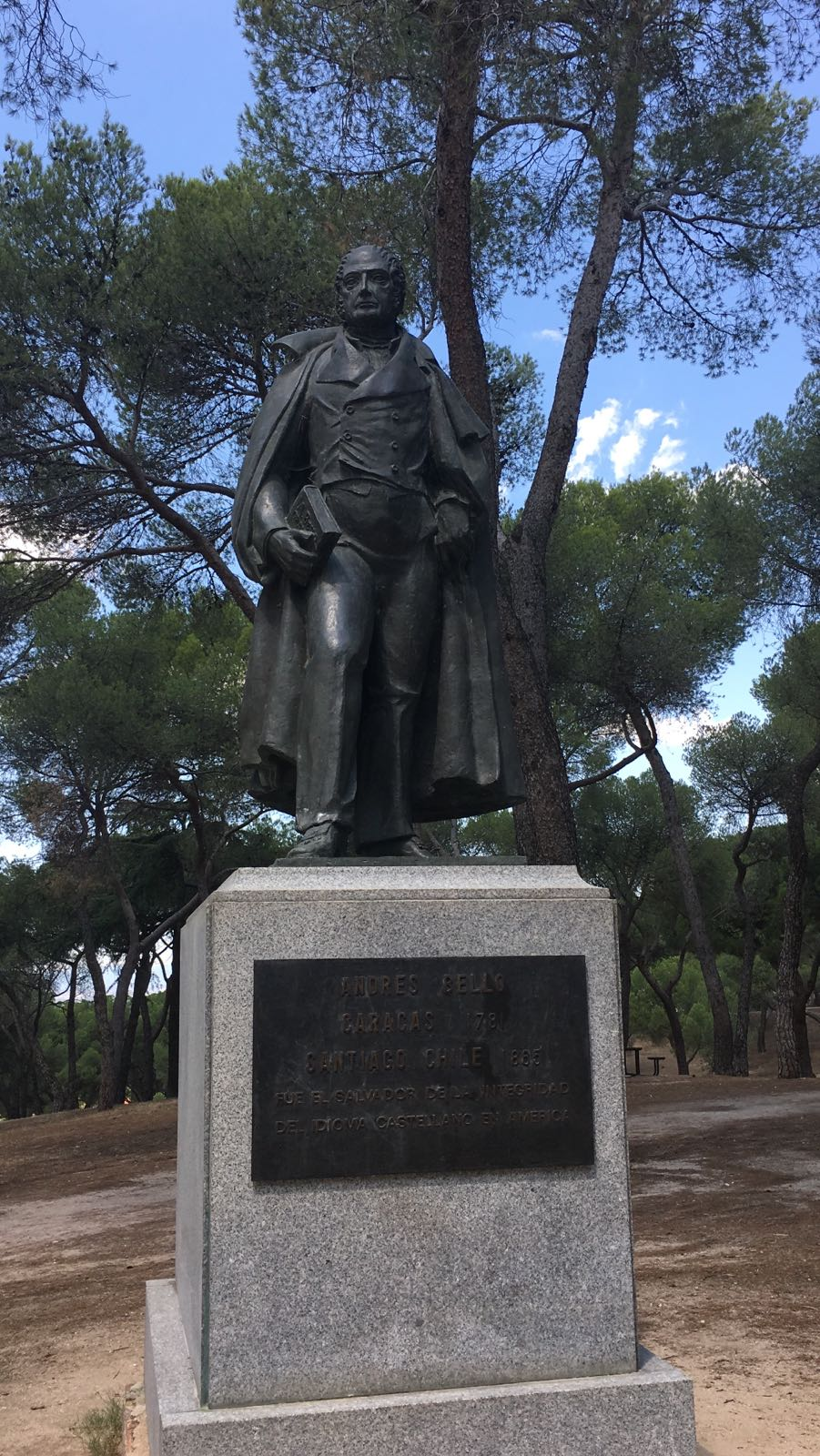
Statue von Andrés Bello in Dehesa de la Villa, Madrid (Spanien).

Mehr als 20 Jahre arbeitete der Gelehrte an der Kodifikation des chilenischen Zivilrechts und übergab den Entwurf für einen Código Civil de Chile 1855 dem chilenischen Präsidenten Manuel Montt Torres, der ihn dem Nationalkongress zur Verabschiedung vorlegte. Das Gesetzbuch trat am 1. Januar 1857 in Kraft. Bello wurde danach zum Senator in Chile ernannt. Er gilt als Vertreter einer positivistischen Rechtsphilosophie, die in Amerika unter anderem aufgrund seines Wirkens früher als in Europa Verbreitung fand, und betrachtete das Gesetz als einzige Rechtsquelle mit dem Anspruch umfassenden Inhalts und exklusiver Geltung. Das Zivilgesetzbuch von 1855 wurde in mehreren lateinamerikanischen Staaten umfassend rezipiert, zum Teil sogar (etwa in Ecuador, Kolumbien und El Salvador) fast wörtlich übernommen.
Als Sprachwissenschaftler befürchtete Bello für die spanische Sprache in den nun unabhängigen Ländern Hispanoamerikas ein ähnliches Schicksal, wie es das Lateinische mit der Aufsplitterung in die verschiedenen romanischen Sprachen erfahren hat. Bello war ein wirkmächtiger Befürworter und gilt als eigentlicher Begründer der lateinamerikanischen Nationalliteraturen. Das erklärte Ziel seiner Grammatik war es, zur Einheit der spanischen Sprache beizutragen, womit er zugleich den Versuch unternahm, sich sprachlich gegenüber Europa abzugrenzen. In den 1820er Jahren entwickelte er eine 1835 vollendete, ausspracheorientierte Reformrechtschreibung, die in Chile ab 1844 wenige Jahre lang gemäß seinem Regelwerk und in einer abgeschwächten Form bis 1927 amtlich war und sich zeitweise auch in anderen Ländern Hispanoamerikas verbreitete.

## Würdigungen
Er ist Namensgeber der 1953 gegründeten Universidad Católica Andrés Bello in Caracas und der 1988 gegründeten Universidad Nacional Andrés Bello in Santiago de Chile.
Das Abbild Bellos findet sich seit Dezember 1998 auf der 20.000-Peso-Banknote Chiles.
In Venezuela wird der Andrés-Bello-Verdienstorden (Orden de Andrés Bello) in mehreren Klassen verliehen.

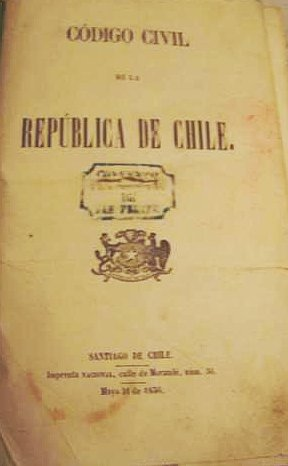
Código Civil de Chile (Ausgabe von 1856)

Der am 22. März 1974 entdeckte Asteroid des inneren Hauptgürtels (2282) Andrés Bello wurde 1981 anlässlich des 200. Geburtstags Bellos nach ihm benannt.

## Werke (Auswahl)
- 1847 Gramática de la lengua castellana destinada al uso de los americanos („Grammatik der spanischen Sprache für den amerikanischen Gebrauch“) contrastiva.it (PDF; 3,5 MB)
- 1855 Código Civil de Chile („Zivilgesetzbuch von Chile“)
- Naissance d'une pensée latino-américaine (Collection UNESCO d'œuvres représentatives, 1986)